# Acordulecera comoa
Acordulecera comoa – gatunek błonkówki z rodziny Pergidae.

## Zasięg występowania
Ameryka Północna, notowany w płd.-wsch. Arizonie w USA.